# Heteromys oresterus
Heteromys oresterus је врста глодара из породице кенгур-пацова (Heteromyidae).

## Распрострањење
Ареал врсте је ограничен на једну државу, Костарику.

## Станиште
Станиште врсте су шуме од 1.800 до 2.600 метара надморске висине.

## Угроженост
Ова врста није угрожена, и наведена је као последња брига јер има широко распрострањење.